# Anadistichona aurata
Anadistichona aurata là một loài ruồi trong họ Tachinidae.